# Aventurile lui Tom Sawyer (film din 1968)
Aventurile lui Tom Sawyer (titlu original Les Aventures de Tom Sawyer) este un film româno-german din 1968 regizat de Wolfgang Liebeneiner și Mihai Iacob. Este prima ecranizare românească a romanului omonim al lui Mark Twain. Cei doi regizori vor colabora și la continuarea Moartea lui Joe Indianul. Rolurile principale au fost interpretate de actorii Roland Demongeot și Marc Di Napoli.

## Distribuție
- Roland Demongeot — Thomas (Tom) Sawyer
- Marc Di Napoli — Huckleberry Finn
- Lucia Ocraim — Rebecca (Becky) Thatcher
- Otto Ambros — tâmplarul Muff Potter
- Jacques Billodeau — tâlharul Joe Indianul
- Mario Verdon — tâlharul Windy
- Maurice Teynac — învățătorul Dobbins
- Roland Armontel — judecătorul Thatcher
- Serge Nubret — negrul Jim
- Marcela Rusu — văduva Douglas
- Fory Etterle — avocatul
- Nicolae Gărdescu — pastorul
- Lina Carstens — mătușa Polly
- Emil Liptac — șeriful
- Ion Dichiseanu — tâlharul Jim Turner
- Dominic Stanca
- Alexandru Silvestru
- Theo Partisch
- Gheorghe Novac
- Mihai Berechet
- Franz Keller — galezul
- Eugenia Bădulescu — doamna Thatcher
- Val. Lefescu
- Valeriu Arnăutu
- Sebastian Radovici
- Victor Moldovan
- Ileana Dunăreanu
- Iarodara Nigrim
- Robert Hecker — Sid Sawyer, fratele lui Tom
- Ernst Fritz Fürbringer — narator (versiunea germană)
- Dan Ionescu — un bărbat îmbrăcat în negru cu o carte în mână (nemenționat)[1]

## Producție
Serialul de televiziune Les Aventures de Tom Sawyer a intrat în faza de producție la 8 decembrie 1967, fiind realizat de Franco London Film și Studioul Cinematografic București. Studioul român a cheltuit suma de 750.000 lei.

## Primire
Filmul a fost vizionat de 4.037.982 de spectatori în cinematografele din România, după cum atestă o situație a numărului de spectatori înregistrat de filmele românești de la data premierei și până la data de 31 decembrie 2014 alcătuită de Centrul Național al Cinematografiei.
Serialul de televiziune a obținut Marele Premiu „Perles” la M.I.F.E.D. din Milano în 1968.